# زملاء تبادل الصحة
زملاء تبادل الصحة هي المنظمة Peer Health Exchange (PHE) 501(ج)3 ،التي تم إنشاؤها لمعالجة المشاكل الصحية لشباب اليوم.ابتكرت من قبل طلاب الجامعات في بوسطن، نيويورك، شيكاغو، لوس انجلس، ومنطقة خليج سان فرانسيسكو الذين يتطوعون في المدارس العامة لتعليم صفوف التربية الصحية. هدف المنظمة ليس الربح المادي بل إعطاء المراهقين المعارف والمهارات التي يحتاجونها لاتخاذ قرارات سليمة. وذلك في المدارس الثانوية العامة التي تفتقر إلى التعليم الصحي.

## نظرة عامة

### المشكلة
بسبب نقص الموظفين وانخفاض ميزانيتهم في المدارس الثانوية حدث نقص في التعليم الصحة.لمنع الاتجاهات المتزايدة لدى المراهقين للانخراط في سلوك ينطوي على مخاطر وأضرار في المجالات الجنسية والشخصية في حياتهم ،قام زملاء تبادل الصحة بالعمل على توفير هذا التعليم. موقع المنظمة يبين الإحصاءات التالية:
واحد من كل ستة مراهقين يعاني من زيادة الوزن أو السمنة ،واحدة من كل خمس فتيات تصبح حاملاً كل عام عن طريق الاتصال الجنسي ،نصف المراهقين الذين لايزالون يدخنون سيموتون في نهاية المطاف بأمراض ذات صلة بالتدخين،واحد من كل أربعة مراهقين يتعرضون للأمراض المنقولة جنسياً ،واحد من كل ثلاثة مراهقين يفرط في الشرب.

### الخطة والحلول
في عام 1999 قام ستة من خريجي جامعة يال بدعم المدارس التي تعاني من نقص تمويل صفوف لتعليم الصحة في نيوهيفن، كونيتيكت. أنشأ الأعضاء المؤسسين لهذه المجموعة(التي تربط حالياً 10مدارس جديدة في نيوهيفن مع أكثر من 100 متطوع) زملاء تبادل الصحة وذلك في 2003.أحضروا برنامجهم اولاً إلى مدينة نيويورك وأكثر من 150 متطوعاً من كلية بارنارد ،جامعة كولومبيا وجامعة نيويورك والوصول غلى 1300 طالب من طلاب المدرسة الثانوية الذين لم يتلقوا أي تعليم صحي في المدرسة. عام 2006 أطلقت برنامجها في بوسطن ودربت الطلاب في جامعة بوسطن وكلية هارفارد. في العام الدراسي 2006-2007 دربت أكثر من 270 متطوع في بوسطن ونيويورك ووصلت غلى 1600 طالب من طلاب المدارس الثانوية. وتم تمديد البرنامج أيضاً في شيكاغو ،إلينوي وطلاب كلية التدريب في جامعة دي بول ،جامعة شيكاغو ،جامعة نورث وسترن وجامعة إلينوي في شيكاغو. ولزيادة تأثيرها، أقامت منظمة زملاء الصحة في يوليو 2007 خطة خمسية للتأثير العميق في المدن الحالية والانتشار في مدن جديدة بما في ذلك كلية ميلز، جامعة جنوب كاليفورنيا، سان ماري كلية ولاية كاليفورنيا وجامعة كاليفورنيا، بركلي.
من اجل تزويد الطلاب بالمعرفة والتعليم الصحي الجنسي ،قامت منظمة زملاء الصحة بالعمل في المدارس العامة حيث يكثر الطلاب الين يعيشون عند أو تحت عتبة الفقر ،لأنهم يكونون أكثر عرضة للمشاكل الصحية مثل حالات الحمل بين المراهقات والسمنة.
يتم اختيار المتطوعين من كليات محيطة وتدريبهم على المناهج الدراسية التي تسلط الضوء على 12 من القضايا الرئيسية مثل:
تعاطي المخدرات ،التغذية وصحة إنجابية. وغالباً مايكونون من طلاب الخدمات العامة في العديد من مجالات حياتهم و90% من المتطوعين هم من الذين أحدثت المنظمة فرقاً في حياتهم المهنية بعد التخرج من الجامعة في الماضي. باستخدام الطلاب القدامى كزملاء تبرهن المنظمة فوائد منهاجها مقارنة بالتعليم التقليدي. ويتحدث المتطوعون للطلاب بطرق ذات صلة بحياتهم اليومية ويمكن أن تكون بمثابة قدوة تبين السلوك الصحي. ويتم تشجيع طلاب المدارس على التعبير عن قيمهم وأهدافهم أثناء تلقيهم المبادئ الأساسية الصحية. وكذلك على اكتشاف كيفية قيام اقرانهم وكذلك وسائل الإعلام بالتصرف تجاه القضايا الصحية. جزء كبير من منهاج زملاء تبادل الصحة هو لمساعدة الطلاب على ممارسة مهاراتهم الاتصالية فضلاً عن تقييم المخاطر والوقاية وصنع القرار من خلال لعب أدوار لحالات تشبه الحياة الحقيقية.
يأمل زملاء تبادل الصحة من المتطوعين بمساعدة المراهقين على حماية أجسادهم وأرواحهم حين يتم تزويدهم بالمعرفة والمهارات.ويأملون أيضاً بوجود قرارات رسمية بتطبيق المهارات المكتسبة خارج حلقات الفصل الدراسي. فالهدف النهائي هو الحفاظ على الطلاب متفوقين في الدراسة وفي العمل والابتعاد عن السلوكيات الخطرة وبناء مستقبل صحي.

### المدارس
المتخرجين من كلية بارنارد وجامعة كولومبيا قاموا بتدريس مناهج التربية الصحية للمراهقين في ستة مدارس ثانوية في مدينة نيويورك :مدرسة التاريخ ،مدرسة التراث ،ثانوية مارتن لوثر كينغ العامة للقانون ،مدرسو مارتن لوثر كينغ العليا للفنون والتكنولوجيا ،مدرسة فريدريك دوغلاس الثانوية ،المدرسة التشريعية المدنية للتصميم والبناء.
أما المتخرجين من جامعة نيويورك والمتطوعين لتدريس مناهج تبادل الصحة فقد قاموا بتدريس المناهج في خمسة مدارس عليا من مدارس نيويورك: المدرسة العليا في الجانب الشرقي ،أكاديمية قرية مانهاتن ،مدرسة مارتا فالي النموذجية ،المدرسة الثانوية المجاورة للجامعة ،المدرسة التشريعية المدنية للقانون.
أما المتطوعين من جامعة بوسطن فقد درسوا المنهاج في أربع مدارس في ماساشوستس-بوسطن:دورة للكلية نفسها ،أكاديمية بوسطن للقيادة ،مدرسة فينواي الثانوية ،مدرسة البعثة الجديدة الثانوية.
المتطوعين من جامعة دي بول درسوا المناهج الصحية للمراهقين في اثنين من مدارس ايل-شيكاغو العليا:المدرسة الثانوية في روزفلت ومدرسة كيفن بارك العليا.
المتطوعين من جامعة هارفارد درسوا المناهج في مدرستين في بوسطن ثانوية تشرلز تاون ومدرسة إكسل الثانوية.
ووصل البرنامج إلى ولاية كاليفورنيا حيث قامت كل من جلمعة سان فرانسيسكو ،كلية سانت ماري ،كلية ميلز وجامعة كاليفورنيا، بيركلي بوضع مناهج تجريبية للعام الدراسي 2008-2009.

### النجاح
أثبتت دراسات قام بها زملاء تبادل الصحة أن المراهقين يستوعبون المواد الصحية من مدرسين قريبين بالعمر منهم أكثر من لو كانوا بالغين. 47% من الطلاب قالوا أنهم استفادوا من المادة الصحية عندما تعلموها على يد أقرانهم.
من عمليات التقييم التي أنجزت في السنة الدراسية 2005-2006 من قبل طلاب تبادل الصحة ،كانت هناك تحسينات في المعرفة وصناعة القرارات الفعلية التي قد تكون الأمل الوحيد لتحسين مستقبلهم. وقال أكثر من 80% أنهم سيستخدمون ما تعلموه من تبادل الآراء بين الأقران في ورشات عمل مجال الصحة لاتخاذ القرارات السليمة في المستقبل.& نصف الطلاب قالوا أنها فعلت ذلك خلال الستة أشهر الأولى للبرنامج. 20% من التحسينات قام بها الطلاب بعد تبادل المعلومات الصحية قبل الشروع في البرنامج واختبار نهائي بعد الانتهاء منه.
في حين أن 100% من المدارس المشاركة في البرنامج للسنة الدراسية 2005-2006 قالوا أنهم سيوصون بالبرنامج لمدارس أخرى ،زأكثر من 90% من المتطوعين قالوا أنهم سيوصون الزملاء من نفس الكلية به.